# 李泰 (洪武進士)
李泰（1373年—？），字淑通，河南鹿邑人。明朝政治人物、进士。

## 生平
洪武三十年，中进士夏榜三甲第五名。官任昌黎县丞。其存有《四时气候集解》、《经史观象》等。